# Jeanette Bürde
Jeanette Antonie Thecla Bürde geb. Milder (Taufdatum 11. November 1799 in Hütteldorf bei Wien; † 29. September 1875 in Berlin) war eine österreichische Pianistin, Sängerin und Komponistin.

## Leben
Jeanettes Vater war der Konditor Felix Milder aus Salzburg, Dolmetscher in Diensten des österreichischen Gesandten Peter Philipp Herbert Freiherr von Rathkeal (1735–1802). 1795 war die Familie nach Hütteldorf bei Wien gezogen. Sie erhielt vom siebten Lebensjahr an Unterricht im Klavierspiel, den später Leonhard Mälzel übernahm, und außerdem Gesangsunterricht bei Giuseppe Tomaselli und Giovanni Liverati (1772–1846) und ging 1816 mit ihrer älteren Schwester Anna nach Berlin. Schon 1816 trat sie hier als Pianistin auf, zunächst als Begleiterin des Tenors Franz Wild und 1821 als Sängerin. 1823 wurde sie Mitglied der Sing-Akademie zu Berlin. Jeanette studierte Komposition bei Carl Friedrich Rungenhagen und veröffentlichte mehrere Liedersammlungen. Rahel Varnhagen schätzte besonders ihre Goethe-Vertonungen, für die sie der „Lieder-Kompositrice“ passende Texte aussuchte; die Kompositionen wurden in Rahel Varnhagens Salon von Anna Milder-Hauptmann vorgetragen. 1824 begleitete Jeanette Bürde ihre Schwester, als diese Goethe-Vertonungen von Franz Schubert in Berlin vortrug, der Anna Milder-Hauptmann seine Vertonung von Suleikas zweiter Gesang widmete.
Jeanette Milder heiratete am 28. März 1824 Friedrich Leopold Bürde, den Sohn des Schriftstellers Samuel Gottlieb Bürde, Maler und Professor an der Preußischen Akademie der Künste. Eine Tochter Anna Leopoldine (1827–1829) starb früh. Ein gemeinsamer Sohn, der spätere Kaufmann (1872 Teilhaber einer Associations-Buchhandlung) Felix Heinrich Bürde (* 30. September 1828 in Berlin; † 5. Januar 1907 in Boxhagen Rummelsburg), heiratete Josephine, geb. Fuchs, die am 1. Mai 1884 die Gewerbeschule für Mädchen in Thorn gründete. und von der er 1895 geschieden wurde.
Jeanette Bürde wirkte nach dem Tod ihres Ehemanns als Klavier- und Gesangslehrerin.